# خانه عطارها
خانه عطارها مربوط به دوره قاجار است و در کاشان، محله پنجه شاه، چهارراه آیت الله کاشانی واقع شده و این اثر در تاریخ ۲۷ مرداد ۱۳۷۷ با شمارهٔ ثبت ۲۰۹۲ به‌عنوان یکی از آثار ملی ایران به ثبت رسیده است.